# Jan-Hendrik Bormans

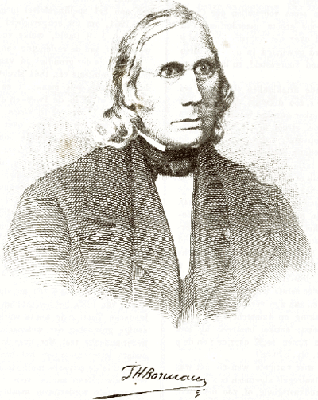

Jan-Hendrik Bormans (Sint-Truiden, 17 november 1801 - Luik, 4 juni 1878) was een Belgisch filoloog, taalkundige en hoogleraar aan de Rijksuniversiteit Gent en de Université de Liège. Hij was promotor van de eenmaking van de Noord- en Zuid-Nederlandse spelling.

## Biografie
Jan-Hendrik Bormans was de zoon van tabakshandelaar en gemeenteonderwijzer Willem Bormans uit Gingelom en Marie Françoise Vandevelde. Hij studeerde klassieke talen aan de Université de Liège en was achtereenvolgens docent poësis en retorica aan het Seminarie van Luik van 1818 tot 1820, studiemeester aan het koninklijk college in Luik van 1820 tot 1825, docent en principaal aan het college in Sint-Truiden van 1825 tot 1834 en rector van het college in Hasselt van 1834 tot 1835. Vervolgens was hij van 1835 tot 1837 hoogleraar Nederlandse en later Griekse letteren aan de Rijksuniversiteit Gent, waar hij in contact kwam met Jan Frans Willems en andere Gentse flaminganten en interesse in het Middelnederlands opwekte. In 1837 maakte Bormans de overstap naar de Université de Liège, waar hij aanvankelijk klassieke talen en vanaf 1851 ook Nederlands doceerde. Hij ging met emeritaat in 1865.
Hij was tevens:
- lid van de Koninklijke Commissie voor Geschiedenis,
- lid van de Zuidnederlandsche Maatschappij voor Taalkunde,
- lid van de Koninklijke Academie voor Wetenschappen, Letteren en Schone Kunsten van België vanaf 1847,
- lid en rapporteur van de door de Belgische regering aangestelde Commissie tot regeling van de spelling (1836-1841),
- lid van de Commission permanente chargée de la publication des anciens monuments de la littérature flamande vanaf 1848.

Bormans schreef 63 boeken en bijdragen over Latijnse taal- en letterkunde, Oudfranse literatuur en Middelnederlandse letteren. Hij schreef ook enkele heiligenlevens, waaronder dat van Christina de Wonderbare (1850) en Lutgardis van Tongeren (1857). In 1857 kondigde hij ook de ontdekking van het Leven van Sint-Servaas van Hendrik van Veldeke aan en hij voltooide in 1864 de door Jan Frans Willems begonnen editie van de Brabantsche Yeesten.
Hij was de vader van archivaris, historicus en hoogleraar Stanislas Bormans. In 1903 was er een plan om in Sint-Truiden Bormansfeesten te organiseren. Deze gingen echter niet door en ook oproepen in 1908 en 1975 om er een straat naar hem te vernoemen waren vergeefs. Wel werd er in 2005 een pad naar hem vernoemd.